# 千葉県立佐倉南高等学校
千葉県立佐倉南高等学校（ちばけんりつ さくらみなみこうとうがっこう）は、千葉県佐倉市太田にある県立高等学校。略称は「佐南」（さなん）。

## 概要
アマチュアレスリングの強豪校として知られていた。
普通科に情報コースを設置しており、情報科の専門科目を履修することができる。（情報テクノロジーや情報デザインなど）
2022年4月、千葉県立佐倉東高等学校定時制を統合し、三部制定時制へ移行する予定。

### 校訓
自律・創造

### 学校教育目標
1. 誠実で、たゆまぬ努力をする人間を育成する。
2. 着実に学び、豊かな教養と広い視野を持つ人間を育成する。
3. 健全な心身を持ち、持続可能な社会の発展に貢献し得る人間を育成する。
4. おもいやりや優しさを大切にし、互いを尊重し共に生きる力を持つ人間を育成する。

## 設置学科
- 普通科

## 沿革
- 1983年（昭和58年）
  - 4月 - 開校[注釈 1]
- 1999年（平成11年）
  - 4月1日 - 情報コース新設
- 2010年（平成22年）
  - 1月11日 - ユネスコスクール加盟
- 2012年（平成24年）
  - 4月1日 - 千葉県立印旛特別支援学校さくら分校併設
- 2022年（令和4年）
  - 4月 - 三部制定時制に移行

## 部活動
- 運動部
  - 野球部
  - サッカー部
  - バレーボール部
  - バスケットボール部
  - ソフトボール部
  - ソフトテニス部
  - 卓球部
  - バドミントン部
  - 弓道部
  - 陸上競技部
- 文化部
  - 書道部
  - 吹奏楽部
  - 美術工芸部
  - ニューライフ部
  - 合唱部
  - 茶道部
  - 写真部
  - イラスト同好会

## 交通
- JR東日本総武本線・成田線佐倉駅
  - 佐倉駅より、ちばグリーンバス佐倉南高校循環線「佐倉南高校」下車すぐ
- 京成本線京成佐倉駅（JR佐倉駅へのバスの便あり）

## 著名な卒業生
- Ben-K（プロレスラー）
- チーモンチョーチュウ（お笑い芸人）
- 西本麻里（シンガーソングライター・バンドMANISHのキーボード）
- ゆうたろう（お笑い芸人）
- 吉良佳子（アトランタ五輪女子クレー射撃日本代表）
- 石川英司（総合格闘家）
- ARAKI（作曲家）